# بولينزا (إيطاليا)

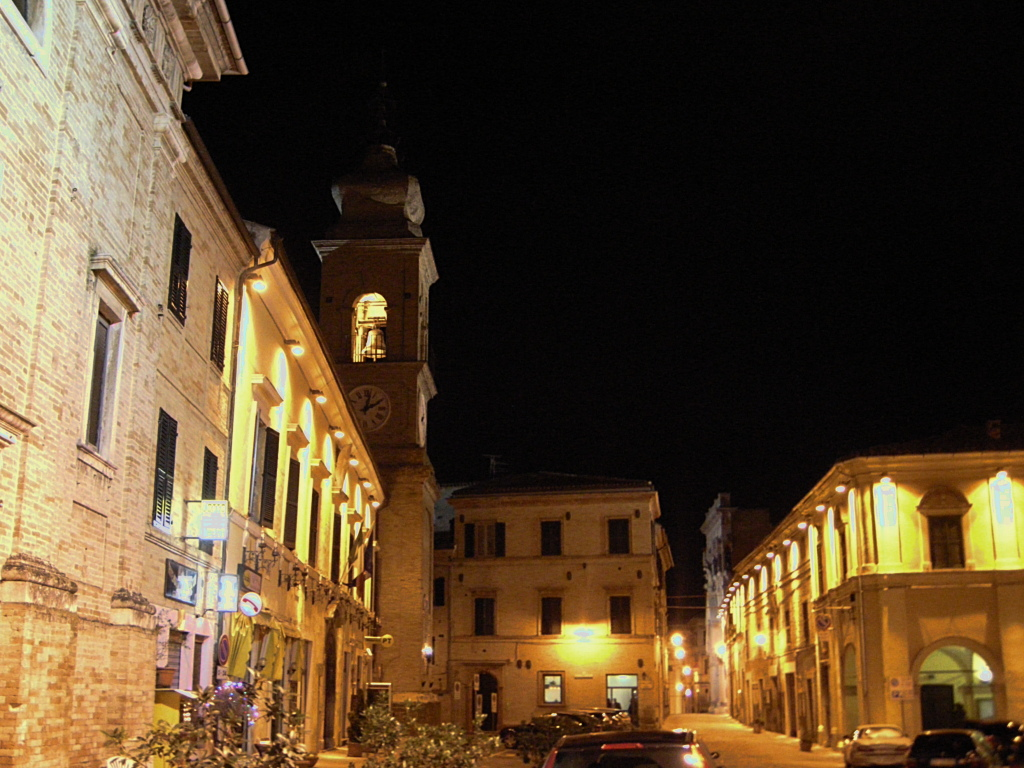
ساحة بولينزا في الليل ، مارس 2008

بولينزا؛ هي بلدية (محافظة) مقاطعة ماشيراتا في منطقة ماركي الإيطالية، وتقع على بعد حوالي 40 كيلومتر (25 ميل) جنوب غرب أنكونا وحوالي 9 كيلومتر (6 ميل) جنوب غرب ماشيراتا. وفي 31 ديسمبر 2004، كان عدد سكانها 6086 نسمة ومساحتها 39.5 كيلومتر مربع (15.3 ميل2).
من بين المباني الدينية في المدينة:
- سان جوزيبي : كنيسة على الطراز الباروكي.
- "سانت أندريا أبوستولو"
- أبازيا دي رامبونا : بقايا "دير بندكتيني"، لا سيما كنيسة "سانتا ماريا أسونتا"، وتقع على بعد بضعة كيلومترات غرب المدينة.
- سان بياجيو ، بولينزا

يقع بولينزا على حدود البلديات التالية: "مشراتة"، "وسان سيفرينو مارتشي"، "وتولينتينو"، و"تريا".

## ثقافة
يوجد في بولينزا مسرح ساحر تم بناؤه عام 1883، وسمي على اسم الملحن الإيطالي "جوزيبي فيردي".

## روابط خارجية
- www.pollenza.sinp.net/